# Saint-Ouen-sur-Loire
Saint-Ouen-sur-Loire település Franciaországban, Nièvre megyében. Lakosainak száma 482 fő (2022. január 1.). Saint-Ouen-sur-Loire La Fermeté, Béard, Beaumont-Sardolles, Druy-Parigny, Imphy és Luthenay-Uxeloup községekkel határos.

## Népesség
A település népessége az elmúlt években az alábbi módon változott:
| Lakosok száma | 559  | 562  | 568  | 561  | 561  | 561  | 531  | 507  | 482  |
|               | 2013 | 2015 | 2016 | 2017 | 2018 | 2019 | 2020 | 2021 | 2022 |